# Hrabstwo Ozaukee
Hrabstwo Ozaukee (ang. Ozaukee County) – hrabstwo w stanie Wisconsin w Stanach Zjednoczonych.
Obszar całkowity hrabstwa obejmuje powierzchnię 1116,20 mil² (2890,94 km²). Według szacunków United States Census Bureau w roku 2009 miało 86 311 mieszkańców. Jego siedzibą administracyjną jest Port Washington.
Hrabstwo zostało utworzone z Milwaukee w 1853. Nazwa pochodzi od języka Indian Odżibwejów.
Na obszarze hrabstwa znajdują się rzeka Milwaukee oraz 39 jezior.

## Miasta
- Belgium
- Cedarburg – city
- Cedarburg – town
- Fredonia
- Grafton
- Mequon
- Port Washington – city
- Port Washington – town
- Saukville

## Wioski
- Belgium
- Fredonia
- Grafton
- Saukville
- Thiensville

## CDP
- Waubeka